# Vladimir Varlaj
Vladimir Varlaj (Zagreb, 25. avgust 1895 – Zagreb, 15. avgust 1962), bio je hrvatski slikar, poznat po pejzažima Kleka, Rijeke Dobre i okoline Zagreba.

## Život i karijera
Rođen je u Zagrebu 25. avgust 1895. godine u Zagrebu, u skromnoj železničarskoj porodici, koja se po potrebi službe često selila, pa je deo djetinstva Vladimir proveuu Bjelovaru, a naton toga i u Karlovac, u kome je maturirao Realnu gimnaziju.
Školovanje je nastavio 1911. godine u Zagrebu. Prvo se dve godine školovao u privatnoj slikarskoj školi Tomislava Krizmana, a od 1913. godine na Višoj školi za umjetnost i obrt u Zagrebu, u kojoj ostaje dve godine, odnosno sve do 1915. godine kada po izbijanju Velikog rata biva mobilisan u Austrougarsku vojsku, i deo rata provodi u rovovima na ruskom front. Kao ratni vojni invalid,  1917. vraća se iz vojske.
Tokom 1918. godine boravi u Pragu, u kome studira slikarstvo na Akademiji likovnih umetnosti, ali ne diplomira.
Nakon učešća na prvoj izložebi 1919. godine, u okviru VII. izložbe Proljetnog salona u Zagrebu, na kojoj je bio dopro prihvačen od publike i kritike, naredne 1920. godine prvi put izlaže van Hrvatske na značajnoj međunarodnoj izložbi u Ženevi.
Od posledica rata dugo je bolovao, tako da je poslednjih trinaest godina života bio skoro nepokrean. Kada ga je bolest sasvim prikovala za krevet, presto je sa slikanjem i umetničkim stvaralaštvom.
Preminuo je u Zagrebu 15. avgusta 1962. godine u 66 godini života.

## Delo
Jedan je od osnivača i član Grupe nezavisnih umetnika (koju su činili Ljubo Babić, Vladimir Becić, Jozo Kljaković, Frano Kršinić, Ivan Meštrović, Jerolim Miše, Marin Studin, Zlatko Šulentić i on) sa kojima je intenzivno izlagao od 1923. do 1925. godine na mnogobrojnim izložbama u Kraljevini Srba Hrvata i Slovenaca i inostranstvu. U tom razdoblju kao član Grupe nezavisnih umetnika Varlaj je ostvario niz izložbi koje su imale značajan likovni, edukacijski i opšte kulturni značaj za naselja u provinciji, van velikih kulturnih centara.  Grupa nezavisnih nije imala svoj program, osim ako njihov negativan stav prema pojavama ili stremljenjima a ponajviše protiv pseudo-nacionalne romantike starije generacije, sa jedne i protiv pomodnog povođenja za avangardnim likovnim izrazima dela mlađe generacije,  s druge strane. Kao član Grupe nezavisnih umetnika Varlaj je u likovnom stvaralaštvu uz sklonost ka različitim oblicima realizama dvadesetih godina koji su u u to vreme bili prisutni u Evropi, kroz individualni izraz pokušavao doprinositi stvaranju nacionalnog likovnog izraza.
Najplodnije razdoblje likovnog stvaranja Varlaj bilo je od sredine 1920-ih do početka 1940-ih. Tada su nastali njegovi mnogobrojni intimistički pejzaži; Korčule, Dubrovnika, Visa i još značajniji Kleka, Dobre, i zagrebačke okoline.
Radio je akvarele, ulja i grafike.

### Izložbe
Tokom svog života Vladimir Varlaj je održao mnogo samostalnih izložbi, i veći broj puta učestvovao u Proljetnom salonu Zagreb sa Grupom četvorice i sa Grupom nezavisnih umjetnika.
Poslednja samostalna izložbe njegovih dela bila je 1992/23. godine pod nazivom Retrospektiva Vladimira Varlaja, a održana je u Umjetničkom paviljonu Zagreb.

### Javne kolekcije
Umetnički radovi Vladimira Varlaja danas se nalaze u sledećim javnim zbirkama u Hrvatskoj:
- Muzej savremene umjetnosti, Zagreb
- Moderna galerija, Zagreb

## Literatura
- Enciklopedija hrvatskih umjetnika (gl. ur. Žarko Domljan) Miroslav Krleža Leksikografski institut, Zagreb 1996.
- Monografija: Slikarstvo Vladimira Varlaja, author: Frano Dulibić, Zagreb 2011.  978-953-6106-80-6

## Spoljašnje veze
- Katalog izložbe Vladimir Varlaj, Umjetnički paviljon Zagreb Архивирано на веб-сајту  (8. децембар 2008) (jezik: hrvatski)